# Rāmnagar, Uttarakhand
Rāmnagar (engelska: Ramnagar) är en ort i Indien.   Den ligger i distriktet Naini Tāl och delstaten Uttarakhand, i den norra delen av landet, 200 km öster om huvudstaden New Delhi. Rāmnagar ligger 364 meter över havet och antalet invånare är 51 244.
Terrängen runt Rāmnagar är platt åt sydväst, men åt nordost är den kuperad. Runt Rāmnagar är det ganska tätbefolkat, med 222 invånare per kvadratkilometer. Det finns inga andra samhällen i närheten. Omgivningarna runt Rāmnagar är en mosaik av jordbruksmark och naturlig växtlighet.